# ابراهیم بن یحیی غرناطی
ابراهیم بن یحیی غَرناطی (۱۲۷۸–۱۳۵۰) (نسب: ابراهیم بن یحیی بن محمد بن احمد ابن زکریا، انصاری اوسی غرناطی) فقیه مالکی اندلسی بود. از اهالی مُرسیه بود، ساکن غرناطه شد و به آن شهرت گرفت. به مغرب مهاجرت کرد و قضاوت در برخی از جای‌های آن را بر عهده گرفت. او را عالِمی موثق می‌دانند. الوثائق اثر اوست.